# الجمل في النحو (الفراهيدي)
الجمل في النحو كتاب في علم النحو، منسوبٌ إلى عالم اللغة الخليل بن أحمد الفراهيدي. إن صحّ نسبته له فهو أقد كتاب وُضع في النحو العربي وصل إلينا. قال مؤلفه في مقدمة الكتاب:
«هَذَا كتاب فِيهِ جملَة الْإِعْرَاب إِذْ كَانَ جَمِيع النَّحْو فِي الرّفْع وَالنّصب والجر والجزم، وَقد ألفنا هَذَا الْكتاب وجمعنا فِيهِ جمل وُجُوه الرّفْع وَالنّصب والجر والجزم وجمل الألفات واللامات والهاءات والتاءات والواوات وَمَا يجْرِي من اللَّام ألفات، وَبينا كل معنى فِي بَابه باحتجاج من الْقُرْآن وشواهد من الشّعْر، فَمن عرف هَذِه الْوُجُوه بعد نظره فِيمَا صنفناه من مُخْتَصر النَّحْو قبل هَذَا اسْتغنى عَن كثير من كتب النَّحْو».

## عن المؤلف
الخليل بن أحمد (100 - 170هـ، 718 - 786م). أبو عبد الرحمن الخليل بن أحمد بن عمرو بن تميم الفراهيدي البصري. وهو عربي الأصل من أزْد عُمان. لغوي ومعجمي ومنشئ علم العروض. نشأ الخليل بن أحمد بالبصرة وتربّى فيها، وكان مولعا بالدرس والبحث. وقد لازم حلقات أستاذيه عيسى بن عمر وأبي عمرو بن العلاء. وأمّا أستاذه عيسى بن عمر فقد كان إماماً في العربية والقراءات، وصنف كتابي الجامع والإكمال. وأبو عمرو بن العلاء كان أستاذاً للعربية وإمامًا في دراستها. وقد روى الخليل عن أيوب وعاصم الأحول وغيرهما وأخذ عنه سيبويه والأصمعي والنضّر بن شُميَْل. قال ابن المعتز: «كان الخليل منقطعًا إلى الليث فيما صنفه». وهو أستاذ سيبويه. والحكايات والمرويات المذكورة في كتاب سيبويه كلها مروية عن الخليل وكلما قال سيبويه ̧وسألته·، أو ̧قال· من غير أن يذكر قائله فهو يعني الخليل. وقد وهب الله الخليل بن أحمد ذكاءً خارقًا وفطنة كانت مضربًا للمثل في عصره. وجمع إلى ذلك تقوى وزهداً وورعًا وهمّة عالية. وقد فُتحت له مغاليق أبواب العلوم، فهو عالم اللغة والنحو والعروض والموسيقى وكان شاعرًا. فتحت معرفته بالإيقاع والنظم له بابًا لابتكار علم العروض. فقد نظر في شعر العرب وأحاط بإيقاعاته. ودفعه حسّه المرهف وتذوقه للإيقاع لاستخراج علم العروض، حيث اهتدى إلى أوزان الأشعار وبحورها وقوافيها. وأسدى بمجهوده هذا خدمة جليلة عظيمة للشعر العربي لم يسبقه إليها سابق، وجاراه فيها من أتى بعده. وظلت تُنسب إليه إلى اليوم.

## المحتويات
| - المقدمة - وجوه النصب - النصب من مفعول - النصب من مصدر - النصب من قطع - النصب من الحال - النصب من الظرف - النصب بـ «إنّ» وأخواتها - النصب بخبر «كان» وأخواتها - النصب من التفسير - النصب من التمييز - النصب بالاستثناء - النصب بالنفي - النصب بـ «حتّى» وأخواتها - النصب بالجواب بالفاء - النصب بالتعجب - النصب الذي فاعله مفعول ومفعوله فاعل - النصب من نداء النكرة الموصوفة - النصب من الإغراء - النصب من التحذير - النصب من اسم بمنزلة اسمين - النصب بخبر «ما بال» وأخواتها - النصب من مصدر في موضع فعل - النصب بالأمر - النصب بالمدح - النصب بالذم - النصب بالترحم - النصب بالاختصاص - النصب بالصرف - النصب بـ «ساء ونعم وبئس» وأخواتها - النصب من خلاف المضاف - ما كان من النصب على الموضع لا على الاسم - النصب من نعت النكرة تقدم على الاسم - النصب بالنداء المضاف - النصب على الاستغناء وتمام الكلام - النصب الذي يقع في النداء المفرد - النصب على البنية - النصب بالدعاء - النصب بالاستفهام - النصب بخبر «كفى» مع الباء - النصب بالمواجهة مع تقدم الاسم - النصب بفقدان الخافض - النصب بـ «كم» إذا كان استفهاما - النصب الذي يحمل على المعنى - النصب بالبدل - النصب بالمشاركة - النصب بالقسم عند سقوط الواو والباء والتاء من أول القسم - النصب بإضمار «كان» - النصب بالترائي - النصب بـ «وحده» - التحثيث - الفعل الذي يتوسط بين صفتين - النصب من المصادر التي جعلوها بدلا من اللفظ الداخل والاستفهام على الخبر - وجوه الرفع - الرفع بالفاعل - الرفع بما لم يذكر فاعله - المبتدأ وخبره - اسم «كان» وأخواتها - الرفع بخبر «إنّ» - الرفع بـ «مذ» - الرفع بالنداء المفرد - الرفع بخبر الصفة - الرفع على فقدان الناصب - الرفع بالصرف - الرفع بالحمل على الموضع - الرفع بالبنية - الرفع بالحكاية - الرفع بالتحقيق - الرفع بـ «الذي، ومن وما» - الرفع بـ «حتى» إذا كان الفعل واقعا - الرفع بالقسم - الرفع في الأفعال المستقبلة - الرفع بشكل النفي - الرفع بـ «هل» وأخواتها من حروف الرفع - تفسير وجوه الخفض - الجر بـ «عن» وأخواتها - الخفض بالإضافة - الخفض بالجوار - الخفض بالبنية - الخفض بالأمر - الخفض بـ «حتى» إذا كان على الغاية - الخفض بالبدل - الخفض بالقسم - تفسير إعراب جمل الجزم - الجزم بالأمر - الجزم بالنهي - الجزم بجواب الأمر والنهي واخواتهما بغير فاء - الجزم بالمجازاة وخبرها - الجزم بـ «لم» وأخواتها - الجزم بالوقف وإن شئت بالإسكان - الجزم بالبنية - الجزم يرد حركة الإعراب على ما قبلها - الجزم بالدعاء - الجزم بـ «لن» وأخواتها - جمل الألفات - ألف الوصل - ألف القطع - ألف السنخ - ألف الاستفهام - ألف الاستخبار - ألف التثنية - ألف الضمير - ألف الخروج والترنّم - الألف التي تكون عوضا من النون الخفيفة - ألف النّفس - ألف التأنيث - ألف التعريف - ألف الجيئة - ألف العطية - الألف التي تكون بدلا من الواو - ألف التوبيخ - الألف التي تكون مع اللام بمنزلة حرف واحد لا يفرّق بينهما - ألف الإقحام - ألف الإلحاق - ألف التعجب - ألف التقرير - ألف التحقيق والإيجاب - ألف التنبيه - جمل اللامات - لام الصفة - لام الأمر - لام الخبر - لام «كي» - لام الجحود - لام النداء - لام الاستغاثة - لام التعجب | - اللام التي في موضع «إلّا» - لام القسم - لام الوعيد - لام التأكيد - لام جواب القسم - اللام التي في موضع «عن» - لام المدح - لام الذم - اللام التي في موضع «على» - اللام التي في موضع الفاء - اللام التي في موضع «إلى» - اللام التي في موضع «أن» - لام جواب «لو لا» - لام الطرح - لام جواب الاستفهام - لام الاستفهام - لام السنخ - لام التعريف - لام الإقحام - لام العماد - لام التغليظ - اللام المنقولة - لام الابتداء - تفسير جمل الهاءات - هاء السنخ - هاء الاستراحة والتبيين - هاء التنبيه - هاء الترقيق - هاء الضمير - هاء المبالغة والتفخيم - هاء التأنيث - هاء العماد - الهاء التي تقع على المذكر والمؤنث - الهاء التي تتحول تاء - الهاء التي تكون في نعت المذكر - هاء الندبه - جمل التاءات - تاء السنخ - تاء التأنيث - تاء فعل المؤنث - تاء النفس - تاء المخاطب المذكر - تاء مخاطبة المؤنث - التاء التي تشبه تاء التأنيث - تاء الوصل - التاء التي تكون بدلا من الألف - التاء التي تكون بدلا من السين - التاء التي تكون بدلا من الدال - التاء التي تكون بدلا من الواو - تاء القسم - التاء الزائدة في الفعل المستقبل - التاء التي تكون بدلا من الصاد - جمل الواوات - واو السنخ - واو الاستئناف - واو العطف وإن شئت قلت واو النسق - الواو في معنى «ربّ» - الواو في القسم - واو النداء - واو الإقحام - واو الإعراب - واو الضمير - الواو التي تتحول «أو» - الواو التي تتحول ياء - الواو التي في موضع «بل» - الواو المعلولة - تفسير جمل اللام ألفات - لا النهي - لا الجحد - إلّا استثناء - إلّا تحقيق - إلّا بمعنى الواو - إلّا بمعنى غير - لا حشو - لا التي للصلة - لا للنسق - إلّا في معنى لكن - لا التبرئة - لا بمعنى «لم» - اختلاف «ما» في معانيه - الماء - ما في موضع الجحد - ما في موضع الاسم - ما في موضع حشو - ما في موضع الظرف - ما في المجازاة - ما الاستفهام - ما الوصل - ما التكرير - أمّا بفتح الألف - تفسير الفاءات - فاء النسق - فاء الاستئناف - فاء جواب المجازاة - الفاء التي تكون جوابا للأشياء الستة - فاء العماد - الفاء التي تكون في موضع اللام - فاء السنخ - تفسير النونات - النون السنخية - نون إضمار جمع المؤنث - نون الإعراب - نون الكناية - النون الزائدة في أول الفعل - نون الاثنين - نون الجمع - النون الزائدة في الاسم - نون التأكيد - نون الصرف - تفسير الباءات - الباء الزائدة في صدر الكلام - باء التعجب - باء الإقحام - باء السنخ - تفسير الياءات - ياء الإضافة - الياء الأصلية - الياء الملحقة - ياء التأنيث - ياء الإطلاق - الياء المنقلبة - ياء التثنية - ياء الجمع - ياء الخروج - فصل في رويد - فصل في الفرق بين «أم» و«أو» |

## روابط خارجية
- كتاب الجمل في النحو - المكتبة الوقفية